# Sesieutes emancipatus
Sesieutes emancipatus är en spindelart som beskrevs av Christa L. Deeleman-Reinhold 200. Sesieutes emancipatus ingår i släktet Sesieutes och familjen månspindlar. Inga underarter finns listade i Catalogue of Life.